# 井上達彦
井上達彦（いのうえ たつひこ、1968年- ）は、日本の経営学者、早稲田大学教授。

## 略歴
兵庫県生まれ。1992年横浜国立大学経営学部卒、1997年神戸大学大学院経営学研究科博士課程修了、「ビジネス・システムの進化にかんする研究」で経営学博士。広島大学社会人大学院マネジメント専攻助教授、早稲田大学商学部助教授をへて、2008年商学学術院教授となる。2003年経営情報学会論文賞受賞。

## 著書
- 『情報技術と事業システムの進化』白桃書房 1998
- 『模倣の経営学 偉大なる会社はマネから生まれる』日経BP社 2012 のち日経ビジネス人文庫
- 『ブラックスワンの経営学 通説をくつがえした世界最優秀ケーススタディ』日経BP社 2014
- 『模倣の経営学 実践プログラム版 模倣を創造に変えるイノベーションの王道』日経BP社 2017

### 共編著
- 『事業システム戦略 事業の仕組みと競争優位』加護野忠男共著 有斐閣アルマ 2004
- 『日本企業の戦略インフラの変貌』加護野忠男,坂下昭宣共編著 白桃書房 2004
- 『収益エンジンの論理 技術を収益化する仕組みづくり』編著 白桃書房 2006
- 『キャリアで語る経営組織 個人の論理と組織の論理』稲葉祐之,鈴木竜太,山下勝共著 有斐閣アルマ 2010
- 『日産V-upの挑戦 カルロス・ゴーンが生んだ課題解決プログラム』監修 日産自動車株式会社V-up推進・改善支援チーム著 中央経済社 2013

翻訳
- オーデッド・シェンカー『コピーキャット 模倣者こそがイノベーションを起こす』監訳 遠藤真美訳 東洋経済新報社 2013